# Theo Schmid (Architekt)
Theo Schmid (* 21. Juli 1901 in Zürich; † 1979 ebenda) war ein Schweizer Architekt.

## Leben und Werk
Theo Schmid war ein Nachkomme einer angesehenen bretonischen Hugenottenfamilie. Ursprünglich wollte er Maler werden, fügte sich jedoch dem elterlichen Wunsch und absolvierte eine Lehre in einem Baugeschäft. 
Am Technikum Winterthur holte er sich das Diplom als Bautechniker. Anschliessend studierte er Architektur an der ETH Zürich. Mit Hanart gründete Schmid 1927 das Architekturbüro Hanart/Schmid. Das Büro erstellte u. a. verschiedene Pläne für Grossbauten in Zürich und Paris. Infolge der Weltwirtschaftskrise wurden diese jedoch nicht realisiert. 1935 löste sich das Architekturbüro auf.
Schmid war 1939 als Mitarbeiter für die Schweizerische Landesausstellung tätig. Anschliessend leitete er unter Armin Meili das «Zentrale Studienbüro für die bauliche Sanierung von Hotels und Kurorten».
Aus Direktaufträgen und Wettbewerben entstanden Schulen, Hotels, Landhäuser, Spitäler, Altersheimen und Restaurants im Flughafen Zürich. Sein letzter Bau war das Hotel «Metropol» in Interlaken. Theo Schmid gehört zu den frühen Schweizer Vertretern des Neuen Bauens.

## Schriften
- Integration: Votum zur Eröffnung der Gesellschaftsausstellung der GSMBA am 22. September 1963 im Kunsthaus und Helmhaus. In: Schweizer Kunst, Bd. 1963, Heft 5, S. 76–77 (archiviert in E-Periodica), abgerufen am 26. August 2022.